# Lex Publilia Voleronis
La Lex Publilia (en latín: Lex Publilia Voleronis o Plebiscitum Publilium) fue aprobada en el 471 a. C. a instancias del tribuno de la plebe Publilio Volerón. Transfirió la elección de los tribunos de la plebe de los comicios curados a las asambleas romanas , con el fin de que los plebeyos fueran políticamente independientes de los patricios.

## Contexto
En el año 486 a. C., Espurio Casio, cónsul por tercera vez, propuso una ley agraria, la Lex Cassia agraria, tras la conquista de los territorios de las hérnicos. Según su proyecto, las tierras recientemente conquistadas se repartirían entre los aliados latinos y los plebeyos para que no cayeran en el dominio público (ager publicus), monopolizado por los patricios. Estos últimos se opusieron firmemente al proyecto de ley y consiguieron que Espurio Casio  fuera ejecutado tan pronto como dejó el cargo con el pretexto de que buscaba, por su actitud favorable hacia los plebeyos, conseguir el apoyo suficiente para convertirse en rey. A pesar de la muerte de Casio, el proyecto de ley agraria iba a provocar disturbios internos y a cristalizar la lucha entre los patricios y los plebeyos sobre la cuestión agraria El proyecto de ley iba a ser adoptado por los aliados latinos y los plebeyos. La ejecución de Casio fue una victoria de los patricios, cuyo poder fue monopolizado por los jefes de las gens más influyentes, haciendo desaparecer los nombres plebeyos de los Fasti consulares durante los quince años siguientes  mientras que desde el año 504 a. C., uno de cada cinco cónsules era de origen plebeyo.
Entre 486 y 471 a. C., fecha de la promulgación de la Lex Publilia, los tribunales de los plebeyos lucharon por hacer cumplir la ley agraria de Casio y llegaron a demandar a los cónsules tan pronto como fueron puestos en libertad. Inicialmente, las acusaciones no se referían directamente a la negativa de los patricios a tener en cuenta la ley agraria, sino a los fracasos militares sufridos por los cónsules. Pero en 473 a. C., Cneo Genucio demandó abiertamente a los cónsules por su oposición a la ley. El tribuno de la plebe fue encontrado muerto el día antes del juicio, que fue anulado. Su muerte sospechosa, probablemente fue asesinado por instigación de los patricios, causó serios disturbios en Roma, enfrentando a los plebeyos contra los patricios. Los cónsules intentaron levantar el ejército para evitar una insurrección de la plebe, pero estallaron disturbios. Fue durante estos disturbios que Publilio Volerón se distinguió, convirtiéndose en un héroe a los ojos de la plebe. Además, la acción de Publilio Volerón puso de manifiesto la flagrante falta de independencia de los tribunos de la plebe cuando eran maltratados por los lictores. Los tribunos no intervinieron, no se atrevieron a oponerse a la acción del Senado.

## Promulgación de la ley

### Primer tribunado plebeyo de Publilio
Publilio Volerón se aprovechó de su popularidad y en 473 a. C. fue elegido tribuno de la plebe para el año 472 a. C. Tan pronto como asumió el cargo, propuso una ley que reorganizaba el método de elección de las asambleas romanas transfiriendo el voto de los comicios curados a los comicios tribales. Según Tito Livio, se trataba de un ambicioso proyecto que atacaba los poderes de los patricios quitándoles el poder de crear tribunos. El Senado se opuso firmemente al proyecto de ley (Rogatio Publilia). En efecto, si se aplicaba la ley, sería una asamblea de plebeyos la que eligiera los tribunos de la plebe, sobre la base de las tribus, de modo que los clientes de los patricios, que no tenían tribus, quedarían excluidos de la votación. Para los patricios era mucho lo que estaba en juego porque corrían el riesgo de perder el control sobre los tribunos de la plebe y, a través de ellos, de las asambleas populares y las decisiones que tomaban.

### Segundo tribunado y aprobación de la ley
Publilio Volerón fue reelegido al año siguiente para completar su proyecto, con Cayo Letorio como su colega. Como reacción, los patricios hicieron que Apio Claudio Craso fuera elegido cónsul para ese mismo año, por su temperamento violento e intransigente  y en recuerdo de la hostilidad que su padre había mostrado hacia la plebe.
Claudio se opone físicamente al proceso de votación, apoyado por jóvenes patricios. Proclamó la falta de representatividad de los tribunos de la plebe, que a sus ojos no eran magistrados sino simples particulares, e intentó que un tribuno fuera detenido por uno de sus lictores. Estuvo a punto de estallar, pero su colega el cónsul Tito Quincio Capitolino Barbato apenas logró evitarlo dirigiéndose a la población de manera más conciliadora  y obligando a Apio Claudio Craso a retirarse a la Curia. Allí, los senadores instaron a Claudio a abandonar su actitud intransigente, que podría llevar a disturbios civiles. Aislado y privado de apoyo político, Claudio hubo de permitir que la votación tuviera lugar. La ley a la que se oponía fue finalmente proclamada.

## Consecuencias

### Extensión del papel de las asambleas romanas
La Lex Publilia amplió las competencias de las asambleas romanas añadiendo a sus funciones la elección de los tribunos de la plebe (función anteriormente asignada a los comicios curados) pero también el juicio de los individuos acusados por los tribunales, aunque fueran patricios, en virtud de su poder de coercitio   (competencia transferida de los comicios centuriados). Las tribus estaban comenzando a adquirir un importante papel político. El proceso de creación de nuevas tribus y la forma en que los ciudadanos romanos se distribuyeron en las asambleas tribales se convirtieron en dos de los principales temas en las luchas entre patricios y plebeyos durante los siglos venideros.
Si bien la promulgación de la Lex Publilia podía parecer una victoria de los plebeyos sobre los patricios, estos podían seguir utilizando muchos recursos para mantener su preeminencia política, basándose en particular en el hecho de que no existía una ley escrita y que eran los únicos poseedores de esta tradición oral que podían organizar a su antojo. Sin embargo, un tribuno de la plebe, Cayo Terentilio Arsa, trató ya en el año 462 a. C. remediarlo proponiendo una nueva ley, la Lex Terentilia, que preveía la creación de una comisión de cinco miembros para establecer claramente los límites de la potestad consular.
Durante los quince años siguientes a la aprobación de la Lex Publilia, una quinta parte de los nombres inscritos en los Fasti consulares fueron de origen plebeyo, volviendo a la proporción anterior a 486 a. C. Pero la ley también tuvo probablemente consecuencias inesperadas que debilitaron el poder de los tribunales a pesar de la ampliación de las competencias de los comicios tribales. En efecto, como los tribunales ya no eran elegidos por los comicios curados, presididos por el pontifex maximus y con la autorización previa del Senado, los tribunales electos perdieron legitimidad desde el punto de vista religioso y jurídico. Además, como el voto era ya accesible sólo a una parte del pueblo, los patricios se negaban a que un tribuno pudiera hablar en nombre del pueblo en su conjunto.

### Aumento del número de tribunos
Es posible que esta ley también duplicara el número de tribunos de la plebe, de dos a cuatro, o incluso cinco. No fue hasta el 449 a. C. que el colegio de tribunos finalmente tuvo diez miembros.